# صنایع دستی قزوین

## خوشنویسی
شهر قزوین در این قسمت شاید به بسیاری از شهرهای بزرگ مزیت و برتری داشته باشد، زیرا بزرگ‌ترین استاد خط نستعلیق (میرعماد حسنی قزوینی) از قزوین برخواسته و وی کسی است که هنوز هم طغرای شهریاری، اقلیم خط و خوشنویسی بنام نامی وی مزین و موشح است و در این فن استادی مسلم و بی‌رقیب می‌باشد و آخرین هنرمند نامی این هنر از مردم قزوین، شادروان (میرمحمدحسین عمادالکتاب سیفی حسنی قزوینی) است، که در عصر خود در سراسر کشور بی‌رقیب بود و در تهران می‌زیست و شاهنامه معروف به چاپ امیر بهادر به خط آن مرحوم است ورسم المشقهایی برای نوباوگان ترتیب داده و چاپ کرده است که برای مبتدیان و نوآموزان بهترین وسیله تمرین می‌باشد.

## فرش بافی

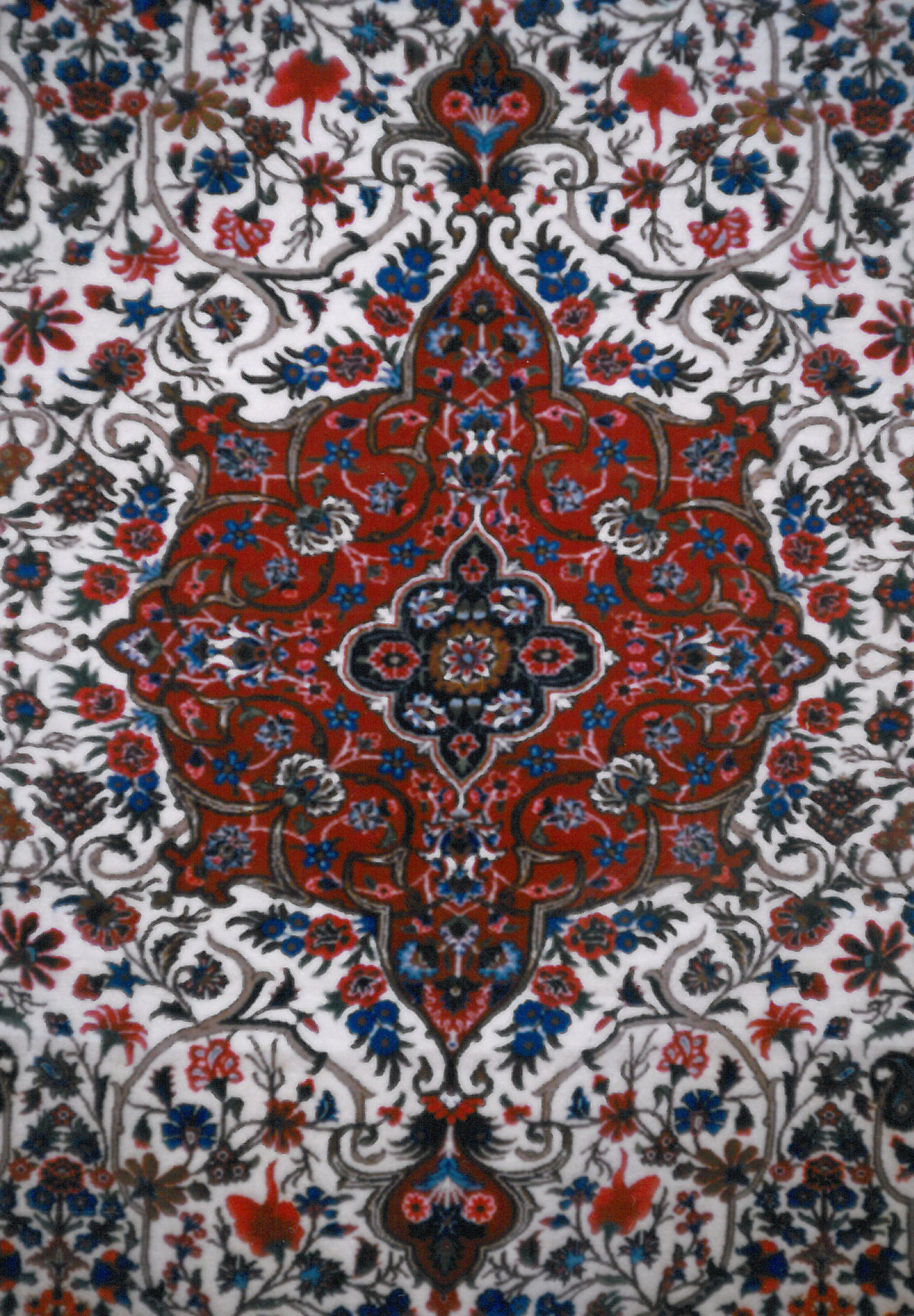
فرش اصیل قزوین

فرش قزوین از نفیس‌ترین فرش‌های بافته شده ایران می‌باشد که متأسفانه بافت آن فراموش شده است و تنها تعدادی از آن‌ها در موزه‌ها و مجموعه‌های شخصی دیده می‌شود از ویژگی‌های این فرش تنوع کاربرد رنگ و نقش می‌باشد.

## گلیم بافی
بافت گلیم به روش‌های مختلفی انجام می‌شود؛ که گلیم‌های دور رو، با بافت پیوندی و چاکدار در مناطق مختلف قزوین از جمله الموت غربی، الموت شرقی، بویین زهرا و آبیک رایج است. از جمله نقش مایه‌های خاص منطقا الموت می‌توان به: زلف عروسک، یه مانگه، بشکن، نقش مارپیچی و زیگزاگ اشاره کرد. هم چنین نقش مایه گلیم بویین زهرا به نام گل ارداق معروف است.

## جاجیم بافی
این هنر در استان قزوین از سابقه نسبتاً طولانی برخوردار است در اکثر روستاهای این استان جاجیم بافی رایج بوده است، اما متأسفانه اکثر کارگاه‌های آن از چرخه تولید خارج شده است. مواد اولیه بافت جاجیم پشم است که معمولاً توسط زنان روستا تهیه می‌شود زنان در مواقع بیکاری علاوه بر پشم چینی آن‌ها را توسط مواد محلی و گیاهی رنگ می‌کنند. لازم است ذکر شود که امروزه از کامواهای رنگی در جاجیم بافی استفاده می‌کنند روستائیان در فصول بیکاری که پاییز و زمستان است کارگاه جاجیم را در داخل اتاق بر پا می‌دارند و عشایر از اوایل بهار و اواخر زمستان در فضای باز به جاجیم بافی می‌پردازند.

## پن بافی (نوار بافی)
در گذشته پن را با نخهای ابریشمی می‌بافتند لیکن امروزه از نخهای نایلونی نیز استفاده می‌کنند انواع نقوشی که بر روی پن می‌اندازند عبارتند از چهل چپر، چشم بلبل یا بیست و نه چپر، چشم خروس یا بیست و هشت چپر، هشت چپر یا مار پیچ یا نیم مداخل. در گذشته بافت پن یا نوارهای تزئینی لباس در منطقه رودبار شهرستان و الموت بسیار رایج بوده است.

## موج بافی
موج نوعی دست بافته سنتی است که هنوز در برخی از مناطق بافت آن رواج دارد رونق این هنر مانند سایر صنایع دستی منطقه با رواج استفاده از مصنوعات کارخانه‌ای که هم ارزانتر و هم متنوع ترند، کم رنگ تر شده است دستگاه موج بافی قابلیت بافت پارچه‌های ظریف جهت تهیه البسه و تولید پارچه‌های ضخیم‌تر که بیشتر از آن به عنوان پتو، روکرسی، روفرشی، پرده، ملحفه و جا نماز استفاده می‌شود را دارا ست.

## گلابتون دوزی
در قدیم میان طبقات متوسط و اعیان معمول بود وقتیکه دخترها را می‌خواستند به خانه بخت بفرستند بعضی از لوازم شخصی عروس از جمله جعبه لوازم آرایش، جای شانه، کیف پول، جای مهر و … را با این هنر تزئین می‌کردند. این هنر مانند سوزن دوزی می‌باشد با این تفاوت که به جای نخ از مفتول‌های بسیار نازک طلائی یا برنجی استفاده می‌کردند.

## نم نم دوزی
در قزوین اشیائی مانند کیسه پول، جای قیچی، جای شانه، سرمه دان، جای مهر و … می‌ساختند. این مهره‌ها با ظرافت و دقت کنار هم چیده می‌شوند. در قزوین با استفاده از مهره‌های بسیار ریزی (که ترک‌ها به آن منجوق می‌گویند) گیوه دوزی (گیوه کشی) از جمله مراکزی که این صنعت رایج است شهرهای قزوین و تاکستان است. در حال حاضر گیوه‌های تولیدی این استان با گیوه‌هایی که در یزد، آباده و کرمانشاه می‌دوزند کمی تفاوت دارد و آن اینکه در این استان کف گیوه‌ها پلاستیکی یا چرمی است (شیوه‌ای که از پارچه‌های کهنه و نوارهای چرمی ساخته می‌شود) و در گیوه‌های موسوم به ملکی کاربرد دارد در این استان تولید نمی‌شود.

## نقاشی روی کاشی

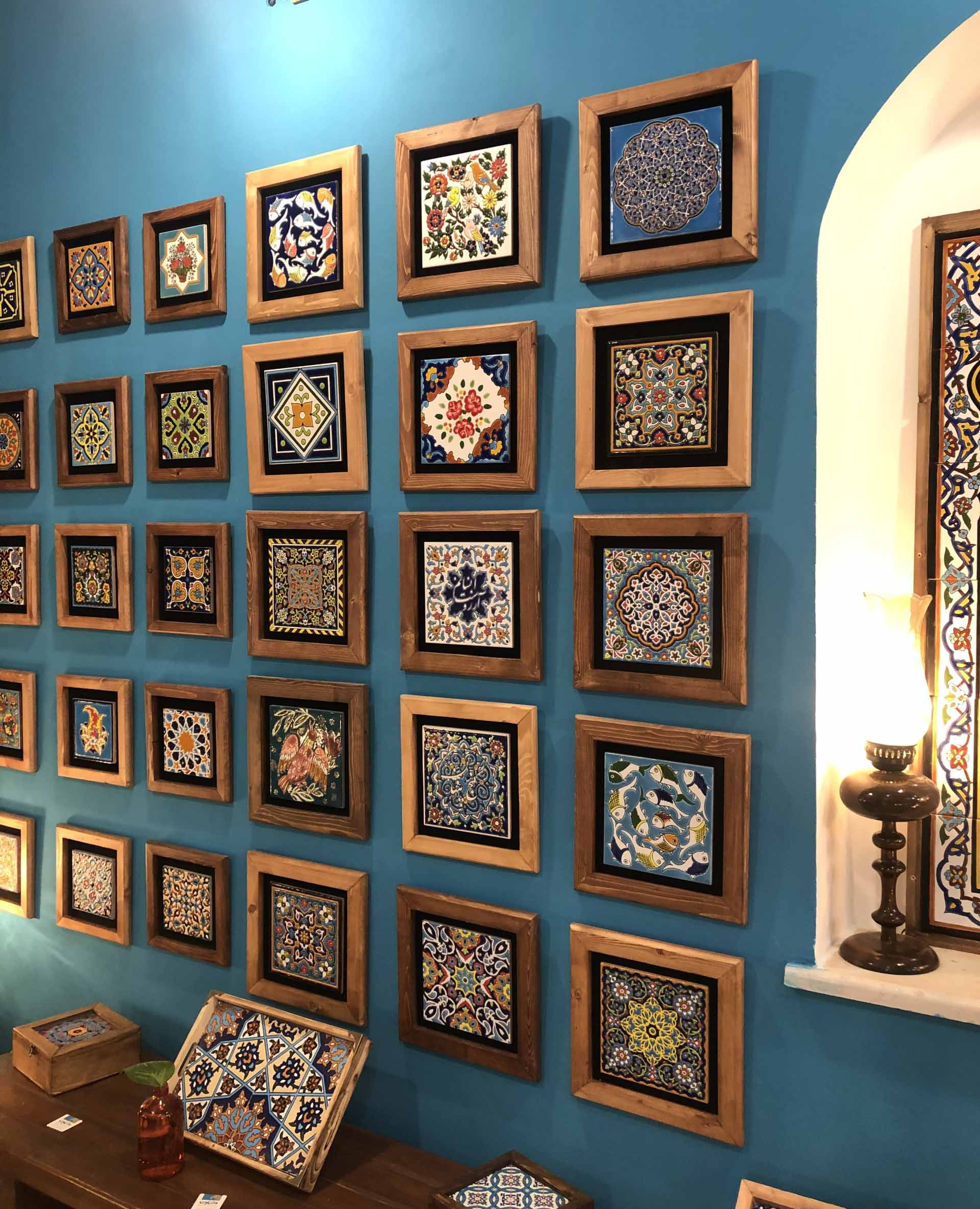
تابلوهای با طرح‌های مختلف با تکنیک کاشی هفت رنگ

سبکی از کاشی کاری که در آن به سلیقه استاد کار طرح انتخاب و سپس با توجه به تکنیک‌های مرسوم
- کاشی هفت رنگ
- زیر لعابی

طرح به روی کاشی انتقال یافته و پس از پخت یک اثر هنری ایجاد می‌شود.

## مسگری

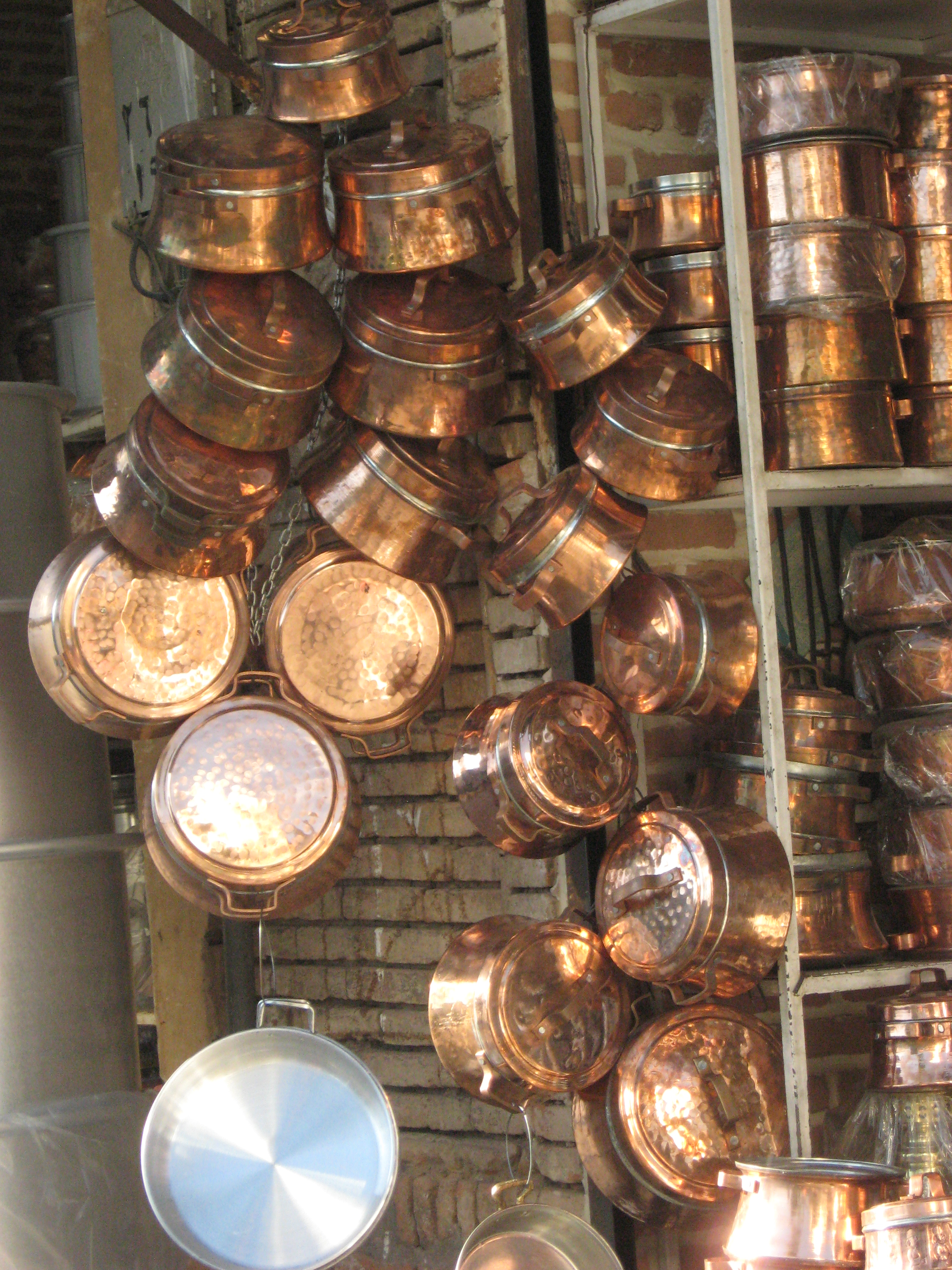
گوشه‌ای از راسته مسگرها در بازار قزوین

این هنر در گذشته به منظور تولید ظروف مسی استفاده می‌شده است. به این صورت که بر اثر ضربات چکش بر روی مس، ظرف مسی خلق می‌شد. قزوین یکی از مراکز مهم این هنر بوده و در بازار قزوین راسته‌ای به نام مسگرها وجود دارد. البته امروزه تعداد افراد معدودی به مسگری مشغول هستند.

## منبت
این صنعت در غالب شهرهای ایران معمول بوده در قزوین نیز به حد کمال وجود داشته و بهترین نمونه آن در حرم شاهزاده حسین است و نمونه دیگر آن ارسی‌های برخی منازل خصوصی به ویژه ارسی‌های «حسینیه امینی» ها است که در سراسر ایران بی‌نظیر است.

## سُفالگری
ساختن ظروف با گل است و به ظرف ساخته شده از این طریق سفال می‌گویند.